# Nyasasaurus
Nyasasaurus (nghĩa là "thằn lằn Nyasa"), tên khoa học là Nyasasaurus parringtoni, là một chi bò sát thuộc nhánh Dinosauriformes từ kỷ Tam Điệp
Xương hóa thạch được khám phá vào thập niên 1930 tại Tanzania. Năm 2012, các nhà nghiên cứu phân tích rằng Nyasasaurus có thể là loài khủng long cổ xưa nhất được biết đến, sống cách đây khoảng 243 triệu năm khi lục địa khổng lồ Pangaea vẫn còn tồn tại.

## Hình ảnh

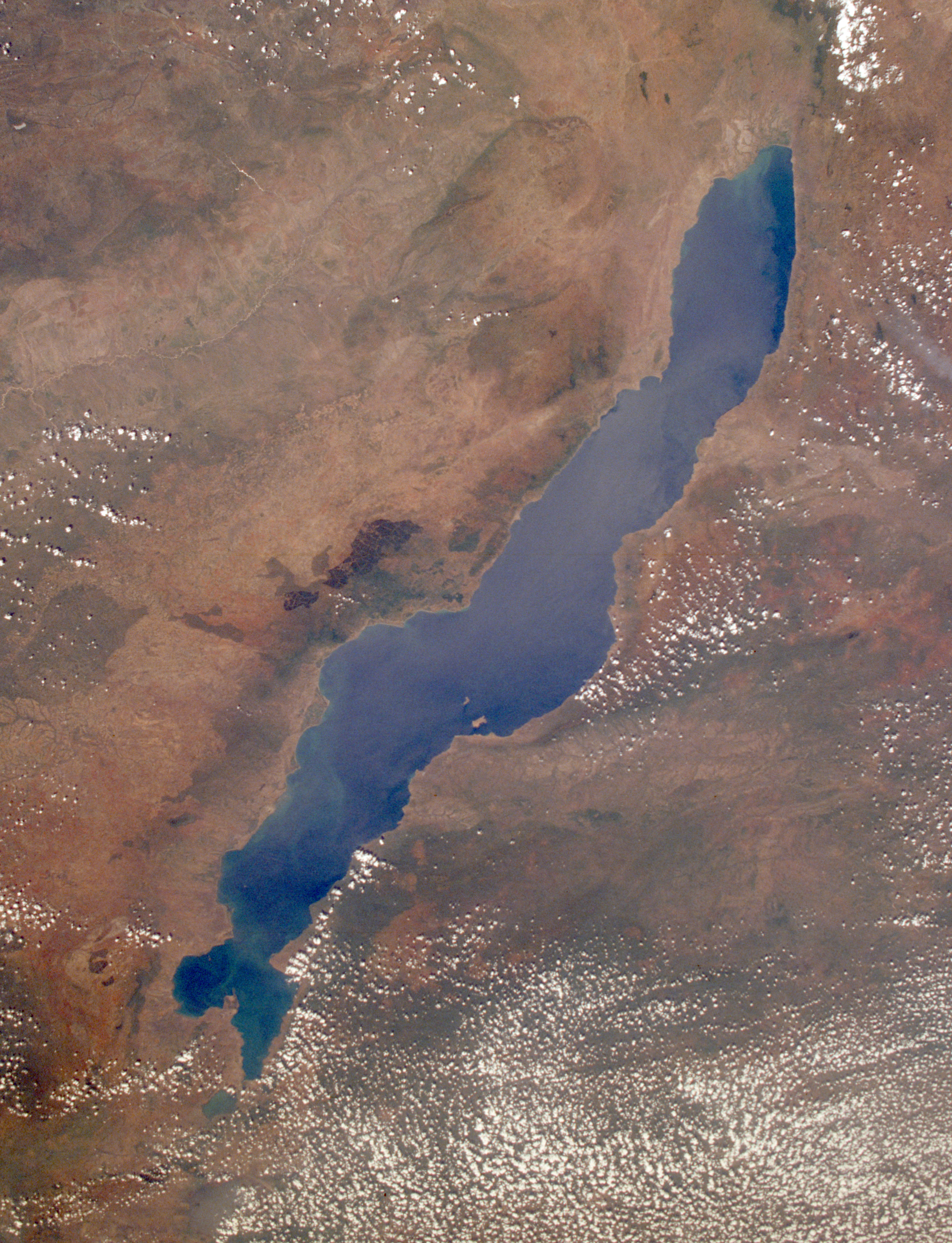